# Huta Borowieńska
Huta Borowieńska (ukr. Гута-Боровенська) – wieś na Ukrainie w rejonie koszyrskim obwodu wołyńskiego.